# Port-Valais
Port-Valais je obec v západní části Švýcarska, ve frankofonní části kantonu Valais. Nachází se na břehu Ženevského jezera, nedaleko hranice s Francií. Žije zde přibližně 4 100 obyvatel.

## Geografie
Obec leží na jihovýchodním konci Ženevského jezera u ústí řeky Rhôny, která byla v 19. století regulována a svedena do kanálů. Mezi řekou a úpatím hory Grammont vede kanál Stockalper. Obec se dělí na dvě místní části: Bouveret (asi 3400 obyvatel) a Les Évouettes (asi 900 obyvatel).

## Historie

Le Bouveret (vlevo), letecký pohled z roku 1949

Kopec Port-Valais byl osídlen již v římských dobách. Převorství pravděpodobně založila ženevská hrabata. Ti jej na počátku 12. století darovali benediktinskému opatství Sacra di San Michele (v Piemontu), ale ponechali si ho v područí, které později přešlo na rod de la Tour z Vevey a poté v roce 1251 na savojský rod. První zmínka pochází z roku 1180 ve slovním spojení ad porvalesium. Převor nebo jeho zástupce vykonávali nižší soudní pravomoc jako přímí feudálové, zatímco za vyšší soudní pravomoc odpovídal kastelán z Chillonu, tj. rod Savojských. V roce 1429 převor snížil částku, kterou měli obyvatelé platit. Od 15. století ztrácela vesnice Port-Valais na významu ve prospěch Les Evouettes a Eydier, která se od 16. století jmenuje Le Bouveret. Ta žila z chovu dobytka, rybolovu a obchodu se dřevem a těžila ze svého přístavu, který byl větší než přístav Port-Valais. Ten býval jediným valaiským přístavem u Ženevského jezera, ale postupně ho zamulčovala řeka Rhôna. V roce 1536 bylo Port-Valais sídlem okrsku Monthey. V roce 1537 se Bern vzdal práv na Port-Valais, která získal s obsazením Chillonu, ve prospěch Valais. Panství, které zahrnovalo Port-Valais a Vionnaz, bylo v roce 1573 uděleno rodu Tornéry ze Saint-Gingolph a v letech 1608–1798 je spravovali rychtáři z horního Valais. Páni sídlili na hradě Le Bouveret, který koupili v roce 1571, a později se usadili na hradě Porte du Scex, postaveném v roce 1597. V roce 1798 se Port-Valais stalo obcí.

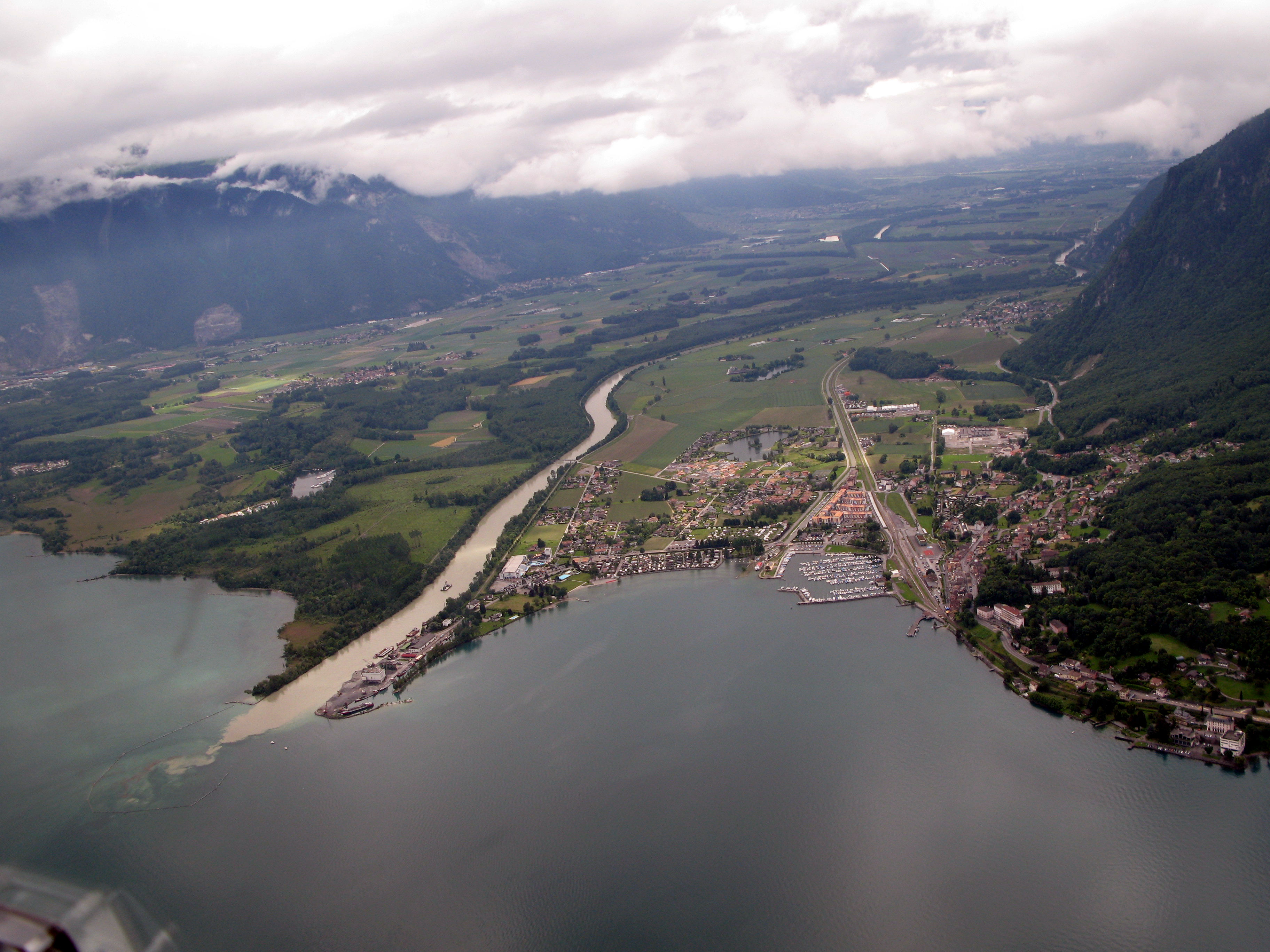
Pohled na Le Bouveret

V 19. a 20. století obec vykoupila společné pozemky od obyvatel La Tour-de-Peilz a rovinu odvodnila. To umožnilo značně rozšířit ornou půdu, která v roce 1997 tvořila 87 % rozlohy obce. Oblast Praille je obdělávána od roku 1931. Vesnice Les Évouettes zůstala z velké části zemědělská, s obilnářstvím, vysokohorskými pastvinami Chalavornaire a La Dérotchia a vinařstvím na aluviálních rovinách Tauredunum a Le Tové. Le Bouveret se silně rozvíjel: v roce 1853 získal Port-Valais federální celní úřad, v letech 1856, 1873 a 1928 bylo postaveno nebo přestavěno železniční nádraží, v roce 1859 byla otevřena železniční trať Bouveret – Saint-Maurice, v roce 1878 Bouveret – Saint-Gingolph a v roce 1879 byl prodloužen kanál Stockalper z Vouvry do Le Bouveret. Na konci 19. století se v hotelech ubytovalo mnoho turistů. V letech 1912 a 1920 byly vybudovány přístaviště a přístavní zařízení, které usnadňovaly překládání zboží z lodí na vlaky. Kromě pískovcového lomu a loděnic zde do roku 1930 fungovala cihelna, kolem roku 1920 štěrkovna u ústí Rhôny a vyráběly se zde také vonné látky pro parfumerii. V meziválečném období zažíval Le Bouveret hospodářský útlum: nevýhodou byl také prodloužený kanál, turistické podniky nemohly konkurovat podnikům v Évianu a Montreux a hotely musely být uzavřeny. V bývalém hotelu Aiglon sídlil od roku 1930 kantonální ústav pro hluchoněmé a od roku 1986 soukromá hotelová škola. Přestože byla obec špatně napojena na dopravní síť a hospodářsky nestabilní, zažila v 70. letech 20. století druhý turistický boom: v roce 1975 byl otevřen přístav s 600 kotvišti, v roce 1976 kemp a pláž Rive-Bleue, v roce 1987 švýcarský Vapeur Parc a v roce 1999 Aquaparc. Nabídku doplňují turistické stezky a zařízení pro vodní sporty.

## Obyvatelstvo

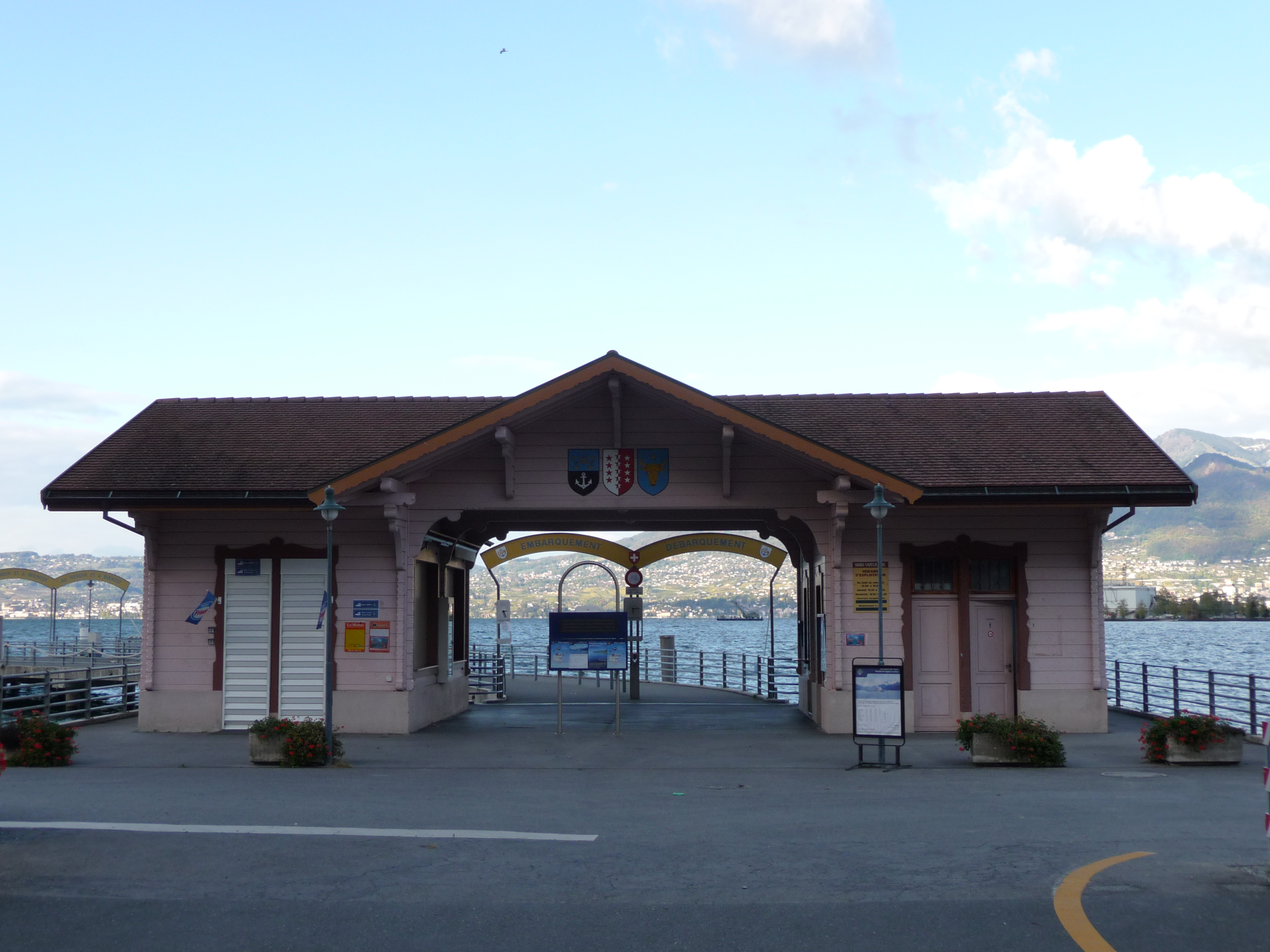
Přístaviště

| Vývoj počtu obyvatel | Vývoj počtu obyvatel | Vývoj počtu obyvatel | Vývoj počtu obyvatel | Vývoj počtu obyvatel | Vývoj počtu obyvatel | Vývoj počtu obyvatel | Vývoj počtu obyvatel | Vývoj počtu obyvatel | Vývoj počtu obyvatel | Vývoj počtu obyvatel |
| -------------------- | -------------------- | -------------------- | -------------------- | -------------------- | -------------------- | -------------------- | -------------------- | -------------------- | -------------------- | -------------------- |
| Rok                  | 1798                 | 1850                 | 1900                 | 1950                 | 2000                 | 2010                 | 2012                 | 2014                 | 2017                 |                      |
| Počet obyvatel       | 231                  | 490                  | 725                  | 1098                 | 2364                 | 3155                 | 3246                 | 3833                 | 3937                 |                      |

## Hospodářství a doprava

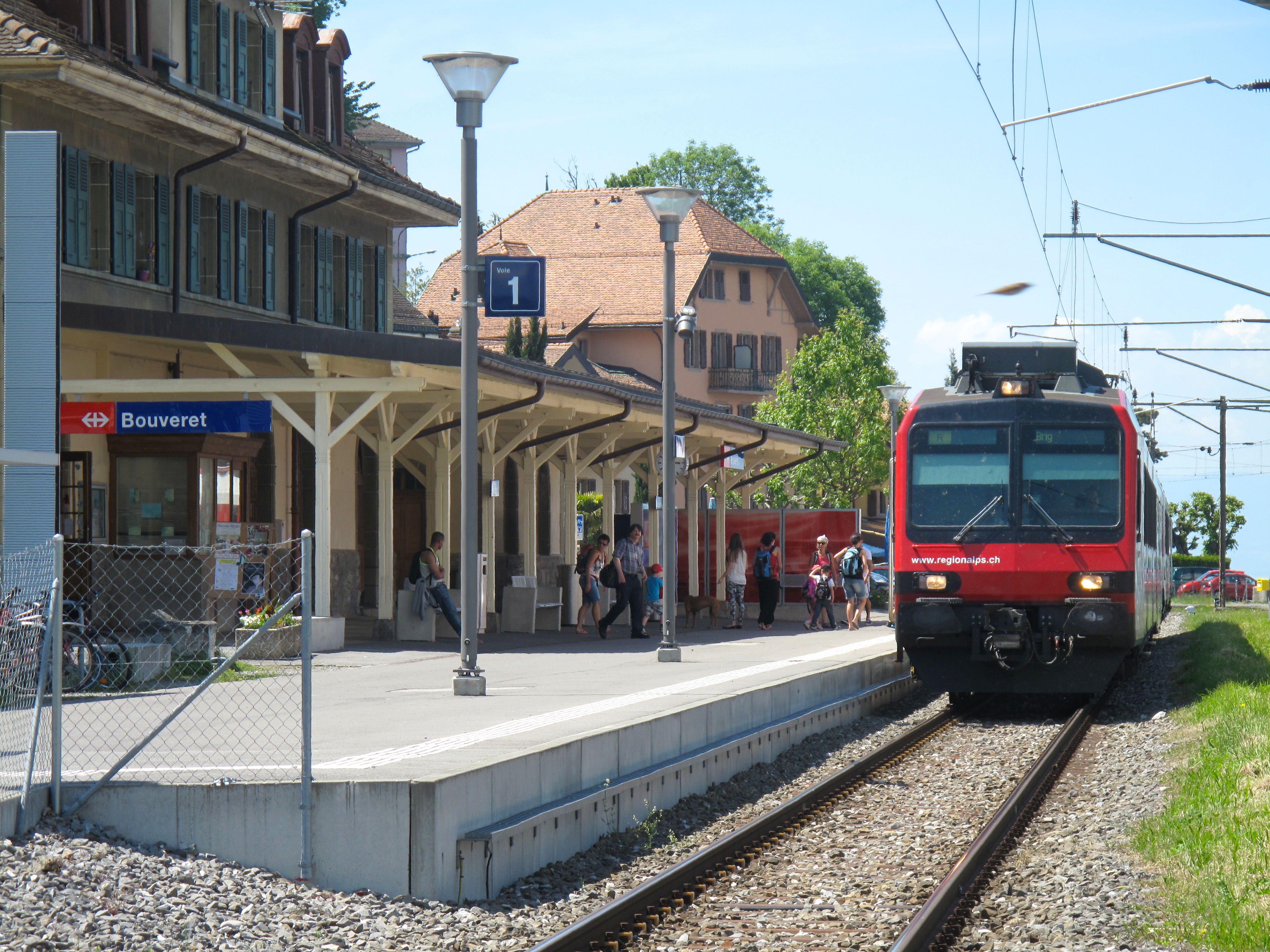
Vlak ve stanici Bouveret

Obec se dříve živila hlavně rybolovem. Dnes zde působí různé malé místní podniky. Mnoho zaměstnanců dojíždí za prací do jiných míst ve Švýcarsku i ve Francii.
Port-Valais leží na hlavní silnici 21, která vede ze Saint-Gingolph přes Martigny do Velkého Svatobernardského průsmyku.
Stanice Bouveret a Les Évouettes leží na železniční trati Saint-Gingolph – Saint-Maurice, kterou obsluhují denně každou hodinu osobní vlaky systému RegionAlps směrem na Monthey.